# Zuid-Afrikaans Sendinggestig Museum
Het Zuid-Afrikaans Sendinggestig Museum (ook bekend als het South African Slave Church Museum) werd opgericht in 1977 in een historisch gebouw dat zich bevindt in het centrum van Kaapstad in Zuid-Afrika. Het is een door de provincie gesubsidieerd museum dat steun ontvangt van de regering van de provincie West-Kaap. In dit pand was sinds 1804 een zendingshuis gevestigd, ook wel zendingsgesticht (of in het Afrikaans Sendinggestig) genaamd, dat was opgericht met de bedoeling om er christelijk geïnspireerd onderricht te geven aan de gekleurde bevolkingsgroepen. Vanaf 1820 werd het een volwaardige kerk die functioneel bleef tot 1975.

## Geschiedenis
De voorgeschiedenis van dit S.A. Sendingsgestig situeert zich in 1797 als gevolg van een tijdelijke samenwerking  tussen het  Nederlandsch Zendeling Genootschap en het Londens Zendingsgenootschap waardoor de Nederlander Johannes Theodorus van der Kemp in 1799 als zendeling naar de Kaapkolonie werd gestuurd.
Op initiatief van van der Kemp werd op 22 april 1799 te Kaapstad het “Zuid-Afrikaansche Genootschap ter bevordering van de Uytbreiding van Christus Ryk residerende aan de Hoofdplaats” opgericht, later kortweg bekend als het Suid-Afrikaanse Sendinggenootskap (SASG). Tegen het einde van dat jaar telde het genootschap 298 leden en werden er plannen gemaakt om een gebouw op te richten specifiek voor christelijk geïnspireerde onderricht van de gekleurde bevolkingsgroepen. Enkele jaren tevoren (+/- 1795) was er immers vastgesteld dat er in Kaapstad ter hoogte van de Bo-Kaap door enkele moslim-leiders gestart was met Islam-onderricht aan vrijgelaten slaven en slaven, hetgeen in toenemende mate populair was aan het worden bij deze bevolkingsgroepen. Een Christelijke inspanning ten aanzien van de gekleurde bevolkingsgroepen drong zich dus op.  
Het gebouw in Langstraat (Long Street), veelal "slavenkerk" genoemd, werd gebouwd door slaven en vrije zwarten in de periode 1801-1803 en werd tijdens het Nederlands Bataafse bewind op 15 maart 1804 ingewijd door predikant J.P. Serrurier van de Groote Kerk van Kaapstad. Het Sendinggestig werd oorspronkelijk niet gebruikt voor erediensten. In plaats daarvan gingen mensen erheen voor gebedsbijeenkomsten, Bijbelstudies en ook lees- en schrijflessen. Om die reden werd het geen kerk genoemd, maar een ‘gestig’ of ‘oefeninghuis’, het Nederlandse equivalent van een Amerikaans ‘meeting house’.

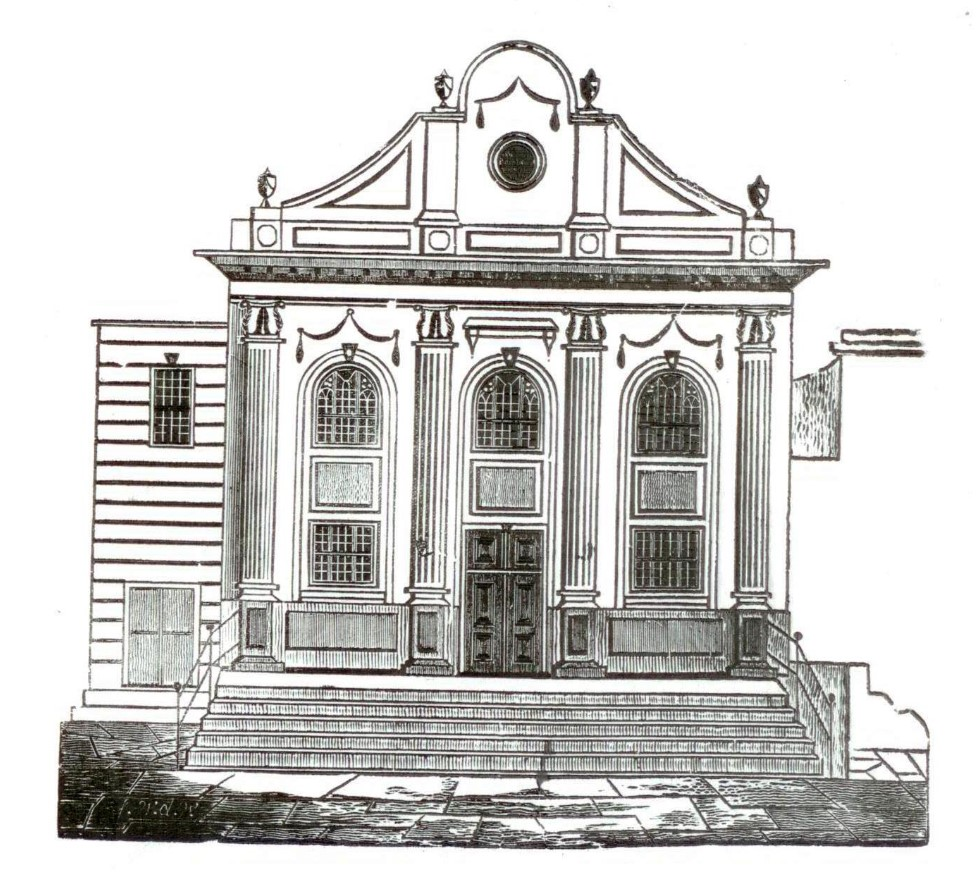
Schets van het Sendingsgestig in de jaren 1830

Nadat het Sendinggestig in maart 1804 haar deuren opende, werden slaven aangemoedigd om daar gebedsbijeenkomsten bij te wonen. Deze gebedsbijeenkomsten mochten echter niet gelijktijdig met kerkdiensten gehouden worden, en mochten de slavenhouders niet tot last zou zijn. Vanzelfsprekend was de voertaal er het Kaapse Nederlands van die tijd ("Kaap-Hollandsch"), de taal die later zou uitgroeien tot het Afrikaans.
Vanaf begin 1813 leerden ‘heidense’ kinderen, waaronder slavenkinderen, daar op woensdag en vrijdag lezen en schrijven. Vanaf juli 1813 konden volwassen slaven na hun dagtaak en als hun eigenaars dat toestonden, naar een avondschool in het Sendinggestig komen.

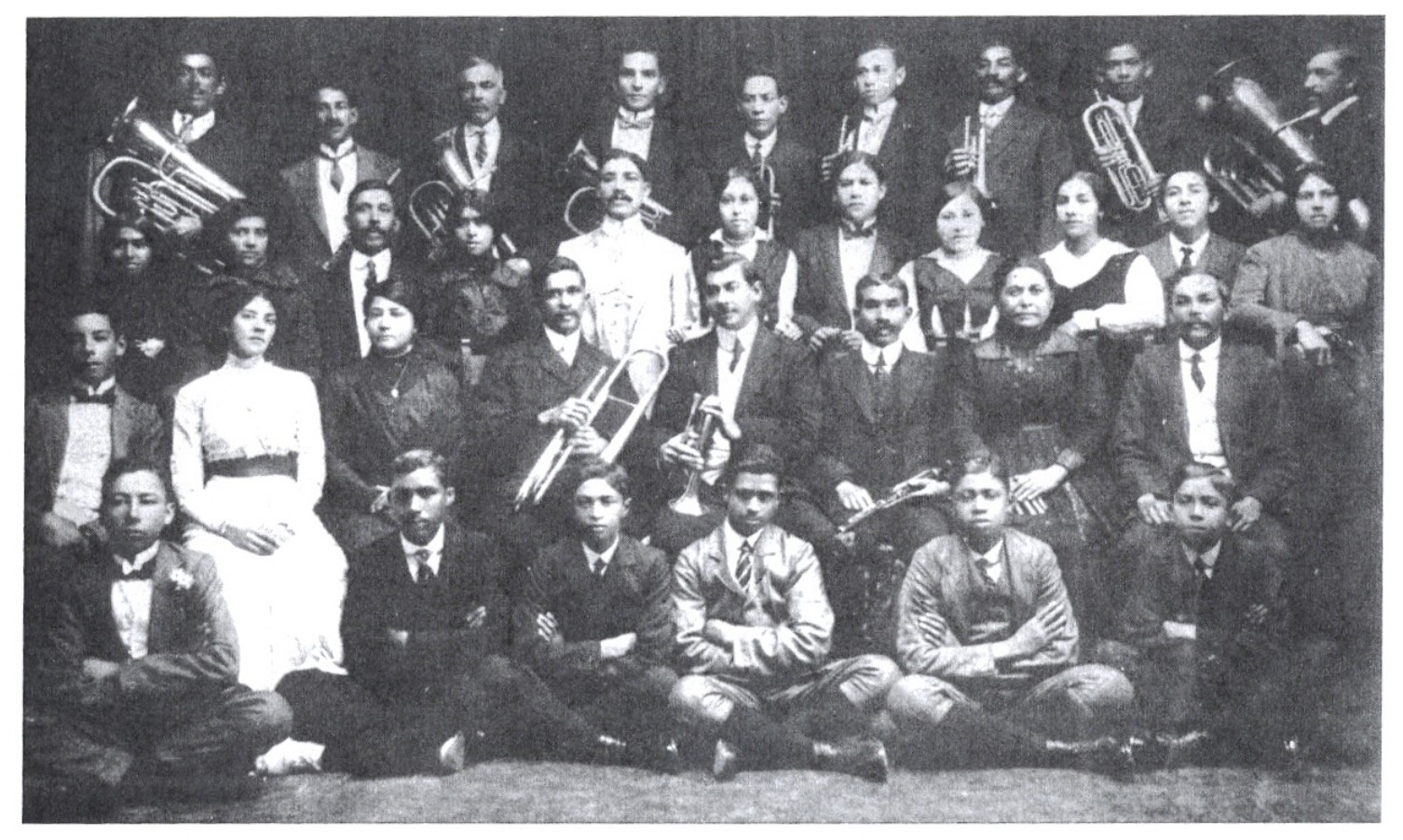
Kerkkoor en Brassband van het Sendingsgestig in 1916

Slaveneigenaren wilden hun slaven doorgaans niet laten dopen, omdat christelijke bekeerlingen niet verkocht konden worden. Meestal werden vrijgelaten slaven daarom gedoopt en konden vervolgens lid worden van de Nederduitse Gereformeerde Kerk in Zuid-Afrika (NGK). Dit leidde ertoe dat de directeuren van het SA Sendingsgestig hun eigen gemeente oprichtten waardoor het een kerk werd. In 1820 werd Jacobus Henricus Beck daarvan de eerste predikant.
Tegen 1901 had de gemeente 1.153 leden. De congregatie had een eigen brassband en een koor. Haar leden participeerden actief in verschillende verenigingen zoals   de "Christelijke Susterbond", de "Christelijke Jongdogtersbond", de "Kinderbond" en de "Jeugbrigade".
Tegen 1954 bleven daarvan nog maar 520 leden over naarmate gekleurde mensen wegtrokken naar de buitenwijken van Kaapstad om daar werk te vinden. De afstand en de economische omstandigheden maakten het  moeilijker voor de leden van de gemeente om er nog massaal naar de kerk te komen. Ten gevolge van de Groepsgebiedenwet (1950) van het apartheidsregime was er ook toenemende stedelijke rassenscheiding. Aangezien Long Street duidelijk in wit gebied lag heerste er grote onzekerheid of deze kerk van de kleurlingen daar nog toekomst had.

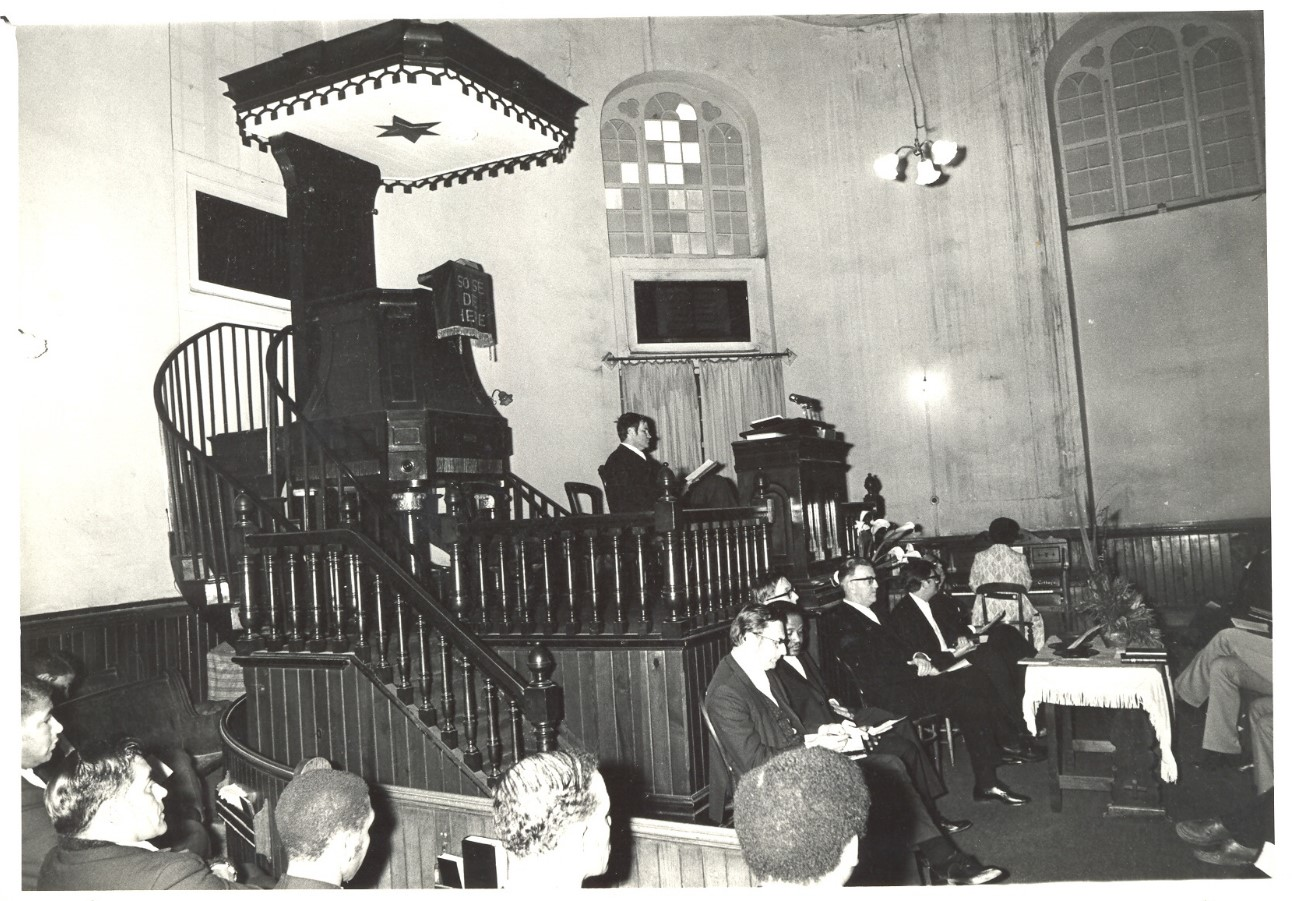
Laatste eredienst in de kerk in 1975

Tegen het eind van de jaren zestig geraakte het gebouw van het SA Sendingsgestig meer en meer in verval en in 1971 moest de congregatie op zoek naar geschikte grond voor de bouw van een nieuwe kerk in één van de aangewezen kleurlingengebieden ("Coloured Group Area") van Kaapstad.
Op 31 augustus 1975 werd in het S.A. Sendingsgestig voor de laatste maal een speciale herdenkingsdienst gehouden, waarbij de gemeente afscheid nam van hun oorspronkelijke kerk in Long Street.
De nieuwe kerk werd in 1978 ingewijd in de kleurlingenwijk Belhar, een suburb van Bellville, bekend om zijn Belijdenis van Belhar.